# كارين يونغ (مغنية كندية)
كارين يونغ هي عازفة الجاز ومغنية وملحنة ومنتجة أسطوانات وكاتبة غنائية كندية، ولدت في 19 يونيو 1951 في مونتريال في كندا.

## وصلات خارجية
- كارين يونغ على موقع IMDb (الإنجليزية)
- كارين يونغ على موقع ميوزك برينز (الإنجليزية)
- كارين يونغ على موقع ديسكوغز (الإنجليزية)
- كارين يونغ على موقع قاعدة بيانات الفيلم (الإنجليزية)